# Centipede Hz
Centipede Hz är Animal Collectives nionde studioalbum som släpptes 4 september 2012 på Domino Records.

## Låtlista
Alla låtar är skrivna och komponerade av Animal Collective. 
| Nr  | Titel                | Längd |
| --- | -------------------- | ----- |
| 1.  | Moonjock             | 5:04  |
| 2.  | Today's Supernatural | 4:18  |
| 3.  | Rosie Oh             | 2:57  |
| 4.  | Applesauce           | 5:34  |
| 5.  | Wide Eyed            | 5:00  |
| 6.  | Father Time          | 4:35  |
| 7.  | New Town Burnout     | 6:01  |
| 8.  | Monkey Riches        | 6:46  |
| 9.  | Mercury Man          | 4:18  |
| 10. | Pulleys              | 3:31  |
| 11. | Amanita              | 5:39  |